# Оселедець керченський
Оселедець керченський, чорноморсько-азовський морський оселедець (Alosa maeotica) – риба родини оселедцеві.

## Опис
Довжина до 31 см, зазвичай 16 — 20 см. Тіло в порівнянні з іншими видами роду Alosa масивне, з потовщеною спинкою. Рот великий, верхня щелепа заходить за вертикаль середини очей. Нижня щелепа рівна верхній або трохи виходить вперед за верхню. Очі мають жирові повіки. Зябрових тичинок 33-46, в середньому близько 40, тичинки тонкі та прямі, розташовані близько одна до одної, загострені на кінцях, коротші за зяброві пелюстки. Забарвлення спини темне, боки та черево сріблясті.

## Поширення
Вид розповсюджений у Чорному та Азовському морях, у морській та солонуватій воді. Іноді заходить у лимани та гирла річок.

## Спосіб життя
Зграйна пелагічна риба. Найбільш холодолюбива з усіх чорноморських оселедців. У річки практично не заходить. Нерест у березні – квітні при температурі води вище 15 °C. Ікра донна. До 90 % раціону складає дрібна риба (хамса, тюлька, атерина), також споживає ракоподібних – креветок, гамарид. Зимує в Чорному морі, переважно в східній його частині, розповсюджуючись до Батумі. У західній частині Чорного моря зустрічається поблизу берегів Румунії. Міграції в Азовське море починаються зазвичай у березні. У цей час оселедець з'являється в Керченській протоці. У Азовському морі основна частина оселедця тримається в східній частині Таганрогської затоки. З Азовського моря через Керченську протоку основна маса проходить у жовтні — листопаді, дрібний оселедець – у серпні – вересні.

## Охорона
На більшій частині ареалу стан природних популяцій виду залишається більш-менш стабільним. Саме тому він, згідно Червоного списку МСОП, отримав охоронну категорію «відносно благополучний вид». Але в окремих регіонах спостерігається тенденція до зниження чисельності популяції виду. Тому оселедець керченський занесений до Директиви Європейського Союзу 92/43/ЄС «Про збереження природних оселищ та видів природної фауни і флори» (Додаток II. Види рослин і тварин, що становлять особливий інтерес для Європейського Союзу, збереження яких потребує створення територій особливої охорони).

## Практичне значення
Промислове значення невелике. Виловлюють у Керченській протоці навесні та восени, в Азовському морі влітку та навесні.